# Otto Budnowski
Otto Budnowski, nemški general in vojaški veterinar, * 25. maj 1874, † 21. september 1956.